# Alegerile parlamentare din Ungaria, 1906
     Cisleithania
     Transleithania
     Bosnia și Herțegovina (administrată din 1878, anexată în 1908)

Regatele și țările Monarhiei Austro-Ungare:
Cisleithania
Transleithania
Bosnia și Herțegovina (administrată din 1878, anexată în 1908)

Alegerile parlamentare din Ungaria 1906 au avut loc între 29 aprilie și 8 mai 1906 în Transleithania. O nouă majoritate a ocupat Dieta Ungariei (în maghiară Magyar Országgyűlés).

## Sistemul electoral
Începând cu 1867, în Regatul Ungariei avea validitate dreptul electoral pe clase. În Transleithania, privilegiile în funcție de starea socială și de avere erau în mod semnificativ mai pronunțate decât în Cisleithania. 

## Rezultatele alegerilor
Câștigarea alegerilor a revenit Partidului Independenței și al 48-iștilor, care a obținut majoritatea absolută cu 61,26% din mandate.
| Partid                                              | Mandate | %      | Rol parlamentar |
| --------------------------------------------------- | ------- | ------ | --------------- |
| Partidului Independenței și al 48-iștilor           | 253     | 61,26% | guvernare       |
| Partidul Național al Constituției                   | 71      | 17,19% | guvernare       |
| Partidul Popular Catolic                            | 33      | 7,99%  | guvernare       |
| Partidul Național Român din Ungaria și Transilvania | 14      | 3,39%  | opoziție        |
| Partidul Sașilor                                    | 13      | 3,15%  | opoziție        |
| Partidul Național Slovac                            | 7       | 1,69%  | opoziție        |
| Partidul Național Sârb                              | 4       | 0,97%  | opoziție        |
| Partidul Democrat                                   | 3       | 0,72%  | guvernare       |
| Partidul Social-democrat din Ungaria                | 1       | 0,24%  | opoziție        |
| Partidul Țăranilor                                  | 1       | 0,24%  | opoziție        |
| Independenți                                        | 13      | 3,15%  | independent     |
| Total                                               | 413     | 100%   | —               |